# Scream (Sergey Lazarev-dal)
A Scream (magyarul: Sikitás) Sergey Lazarev orosz énekes dala, mellyel Oroszországot képviselte a 2019-es Eurovíziós Dalfesztiválon, Tel-Avivban. A dalt 2019. március 9-én mutatták be. Az előadót az orosz közszolgálati televízió, a Rosszija 1 választotta ki és kérte fel a szereplésre.

## Eurovíziós Dalfesztivál

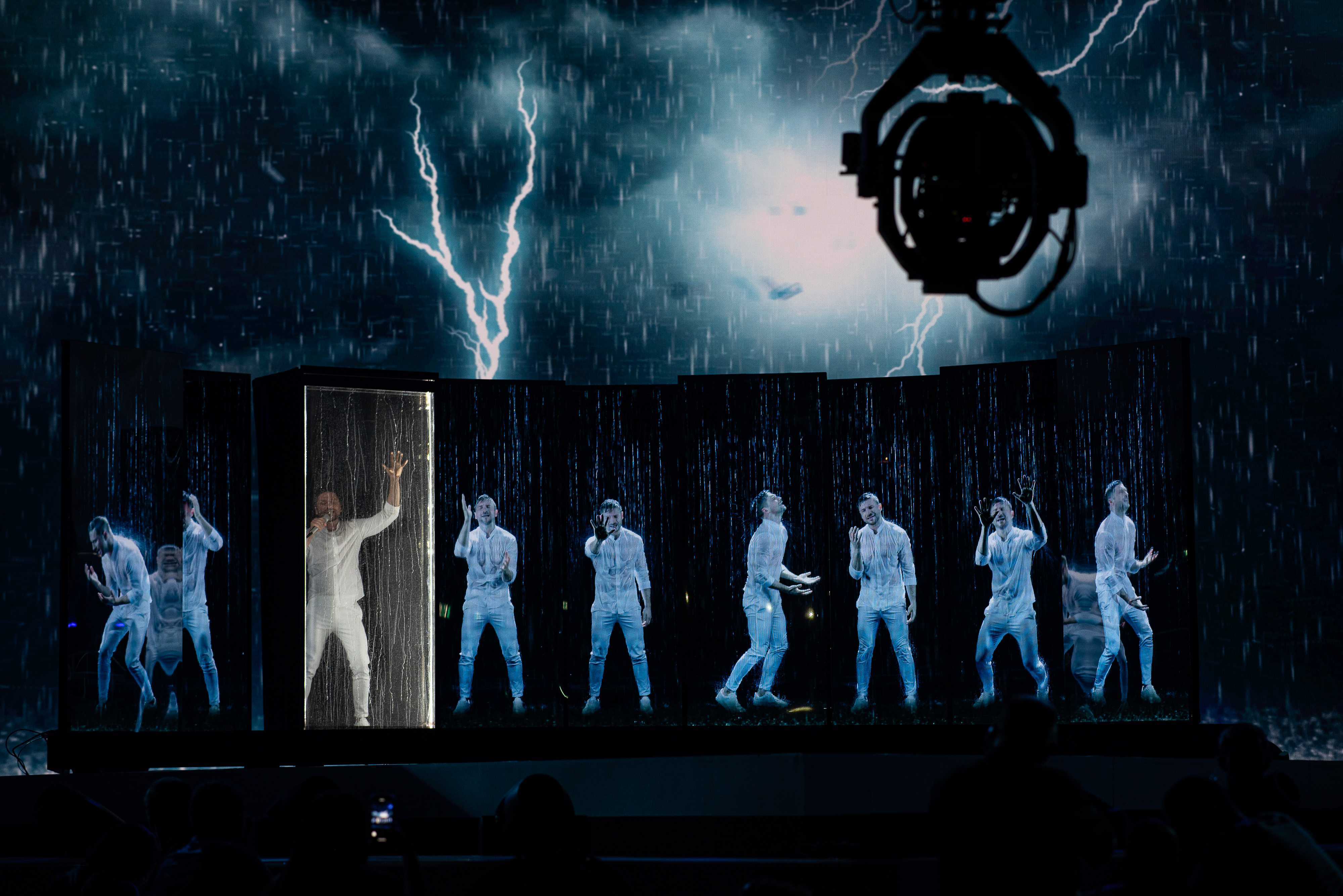
A produkció színpadképe

2019. február 7-én jelentették be hivatalosan, hogy Sergey Lazarev fogja képviseli Oroszországot a 64. Eurovíziós Dalfesztiválon, Izraelben. Ez volt az előadó második eurovíziós szereplése, hiszen 2016-ban Stockholmban a You Are the Only One című dalával a harmadik helyen végzett. Ezzel Dima Bilan után Lazarev a második orosz induló, aki egynél többször képviselte az országot a dalfesztiválon. A Screamet ugyanúgy Philipp Kirkorov és Dimitris Kontopoulos szerezte, mint a három évvel ezelőtti versenydalt.
Az Eurovíziós Dalfesztiválon a dalt először a május 16-i második elődöntőben adták elő, fellépési sorrendben tizenharmadikként, a litván Jurij Veklenko Run with the Lions című dala után, és az albán Jonida Maliqi Ktheju tokës című dala előtt. Innen 217 ponttal a hatodik helyen jutott tovább a döntőbe.
A május 18-i döntőben a fellépési sorrendben ötödikként adták elő, a német S!sters együttes Sister című dala után és a dán Leonora Love Is Forever című dala előtt. A szavazás során összesen 370 pontot szerzett, Azerbajdzsán zsűrijétől és tizenegy ország (Albánia, Örményország, Azerbajdzsán, Fehéroroszország, Csehország, Észtország, Izrael, Lettország, Litvánia, Moldova és San Marino) közönségétől begyűjtve a maximális 12 pontot. Ez a harmadik helyet jelentette a huszonhat fős mezőnyben, hasonlóan a három évvel ezelőtti eredményhez.

## Slágerlistás helyezések
| Slágerlista (2019)               | Legjobb helyezés |
| -------------------------------- | ---------------- |
| Skócia (Scottish Singles Top 40) | 89.              |
| Belgium (Ultratip Flanders)      |                  |

## Külső hivatkozások
- Dalszöveg (angol nyelven)
- A dal videóklipje. YouTube-videó, Сергей Лазарев, 2019. március 9.
- A dal előadása az Eurovíziós Dalfesztivál második elődöntőjében. YouTube-videó, Eurovision Song Contest, 2019. május 16.
- A dal előadása az Eurovíziós Dalfesztivál döntőjében. YouTube-videó, Eurovision Song Contest, 2019. május 18.